# 抗病毒药物

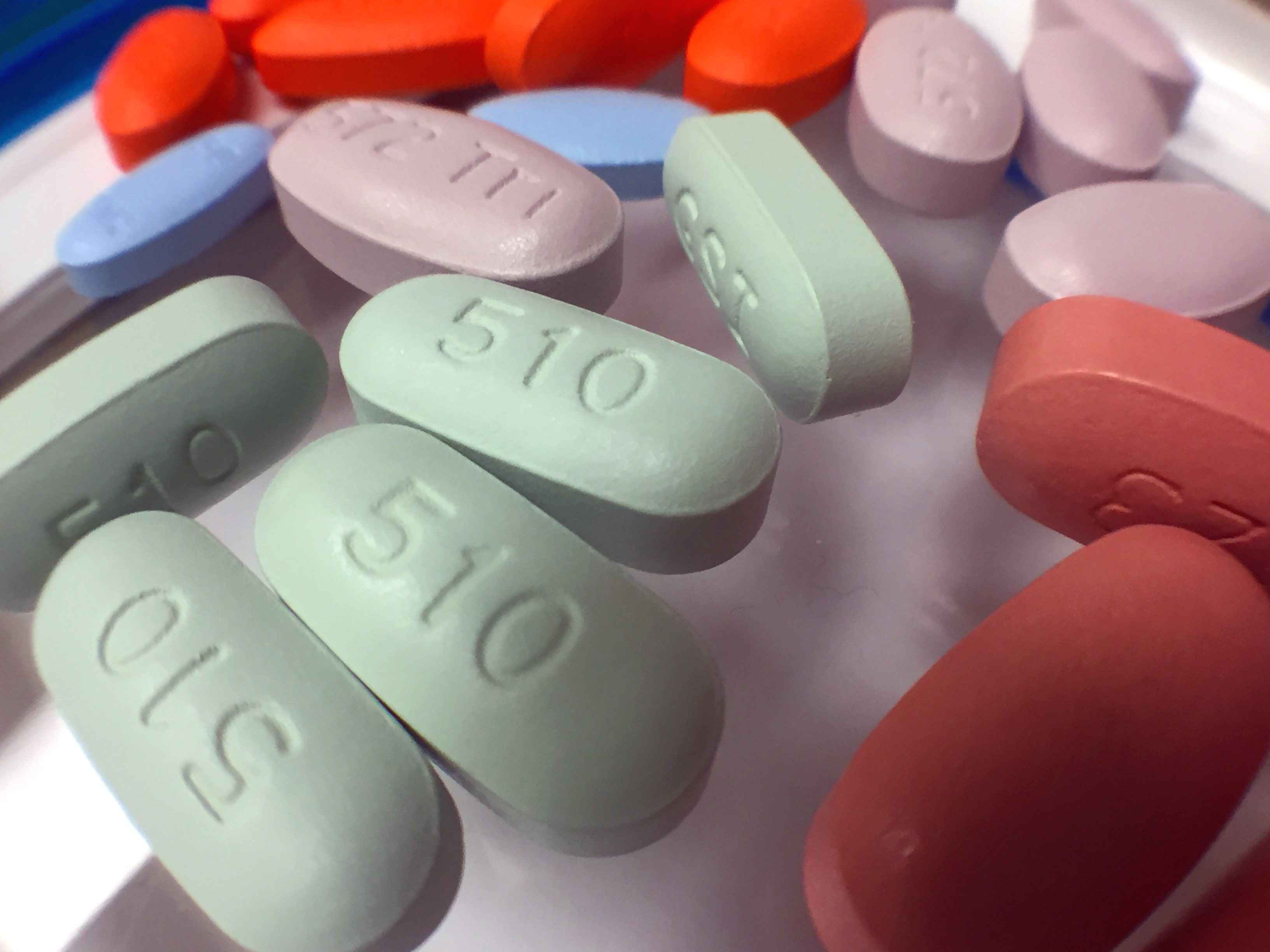
治疗艾滋病的逆转录酶抑制剂是一种常见的抗病毒药物

抗病毒药物（英語：Antiviral drug）是一类用于特异性治疗病毒感染的药物。就像抗生素治疗细菌感染一样，特定的抗病毒药物对特定的病毒起作用；但抗病毒药物和抗生素不同的是，後者消灭细菌，前者只是抑制病毒的发展。抗病毒药物与杀病毒剂（viricide）不同，前者是用于抑制体内的病毒，而后者是用于消灭体外的病毒。
抗病毒藥物的機理主要是通過影響干擾病毒複製週期的某個環節來實現抵抗病毒的進一步感染。例如直接抑制或杀灭病毒、干扰病毒吸附、阻止病毒穿入细胞、抑制病毒生物合成、抑制病毒释放或增强宿主抗病毒能力等
目前大多数的抗病毒药物是用于对抗艾滋病毒、疱疹病毒、B型肝炎病毒和C型肝炎病毒以及甲型流感病毒和乙型流感病毒。

## 分類
根據抗病毒藥物的作用機制，可將目前的抗病毒藥物分為以下幾類：
1. 穿入和脱壳抑制剂：金刚烷胺、金刚乙胺、恩夫韦地、马拉韦罗
2. DNA多聚酶抑制剂：阿昔洛韦、更昔洛韦、伐昔洛韦、泛昔洛韦、膦甲酸钠
3. 逆转录酶抑制剂：
  1. 核苷类：拉米夫定、齐多夫定、恩曲他滨、替诺福韦、阿德福韦酯
  2. 非核苷类：依法韦仑、奈韦拉平
4. 反义核酸：依据病毒基因组设计的寡核苷酸，能特异性地与病毒关键基因互补结合而阻抑其复制。
5. 蛋白质抑制剂：沙奎那韦
6. 神经氨酸酶抑制剂：奥司他韦、扎那米韦
7. 广谱抗病毒药：利巴韦林、干扰素[2]

## 延伸閱讀
- Lindequist, U.; Niedermeyer, T.H.J.; Jülich, W.D. . Evid Based Complement Alternat Med. 2005, 2 (3): 285–99. PMC 1193547 . PMID 16136207. doi:10.1093/ecam/neh107. （原始内容存档于27 April 2009）.